# Xuxa 3
Xuxa 3 é o décimo álbum de estúdio e o terceiro em espanhol, da cantora e apresentadora brasileira Xuxa, lançado em setembro de 1992 na Espanha e em outros países da América do Sul, além dos Estados Unidos e Canadá. Para este álbum, foram selecionadas canções dos álbuns em português Xou da Xuxa 3 (1988), Xou da Xuxa Seis (1991) e Xou da Xuxa Sete (1992). As faixas mantiveram suas essências, mas a produção instrumental foi aprimorada, trazendo uma sonoridade mais agradável e com uma batida mais latina.

## Produção
O álbum foi produzido por Michael Sullivan, Paulo Massadas e Max Pierre, enquanto a direção vocal de Xuxa e as versões em espanhol das canções foram responsabilidade de Graciela Carballo.

## Desempenho Comercial
A música "Sensación de Vivir" estreou em primeiro lugar no TOP 10 da Espanha em junho de 1992, vendendo 50 mil cópias recebendo disco de ouro, sendo gravada para o programa Xuxa Park. A rede de televisão Telecinco usou a canção como tema de abertura do seriado Beverly Hills 90210, o que a tornou um grande sucesso, com excelente aceitação na Espanha e na América Latina. "Vivir" é a única faixa que não pertence aos dois últimos álbuns de Xuxa, sendo do Xou da Xuxa 3 de 1988. Em janeiro de 1993, o álbum ficou em primeiro lugar dos álbuns mais vendidos na Argentina e até fevereiro, o álbum já tinha vendido 154.378 cópias no país, ganhando certificado de 2x platina. O álbum vendeu mais de 400.000 cópias.
| País / Certificadora               | Vendas  |
| ---------------------------------- | ------- |
| Mundo                              | 400.000 |
| Espanha (Sensasión de Vivir): Ouro | 50.000  |
| Argentina: 2x Platina              | 154.378 |

## Turnê
A Xuxa 92 Tour, também conhecida como Xou da Xuxa Sete Tour e fora do Brasil conhecida como Curar el Mundo Tour, foi a sexta turnê da apresentadora e cantora Xuxa, baseada nos álbuns Xou da Xuxa Sete e Xuxa 3. A turnê ocorreu em várias cidades do Brasil, como Porto Alegre, São Paulo e Rio de Janeiro, além da Argentina. Iniciada em outubro de 1992 e finalizada em dezembro do mesmo ano, a turnê apresentava um setlist alterado em shows internacionais, incluindo os maiores sucessos dos álbuns Xuxa e Xuxa 2, além do Xuxa 3. Para a divulgação do álbum, Xuxa realizou um show em Buenos Aires, no Estádio Velez, em 19 de dezembro de 1992.

## Singles
| #  | Título                  | Posição       |
| -- | ----------------------- | ------------- |
| 1. | "Que Cosa Buena"        | #30 (EUA)     |
| 2. | "Sensación de Vivir"    | #01 (Espanha) |
| 3. | "Hoy es Día de Alegría" |               |
| 4. | "Nuestro Canto de Paz"  |               |

## Lista de faixas
Todas as canções produzidas por Michael Sullivan, Paulo Massadas, e Max Pierre. Todas as versões em espanhol compostas por Graciela Carballo.
| Xuxa 3 – Edição em LP e K7 |                           |                                                |         |  |
| N.º                        | Título                    | Compositor(es)                                 | Duração |  |
| 1.                         | "El Show de Xuxa Comenzó" | Dido Oliveira                                  | 4:15    |  |
| 2.                         | "Nuestro Canto de Paz"    | Dido Oliveira                                  | 4:04    |  |
| 3.                         | "La Pulga"                | Reinaldo Waisman Afo Verde Pablo Durand        | 3:07    |  |
| 4.                         | "Que Cosa Buena"          | Lincoln Olivetti Claudio Olivetti              | 4:14    |  |
| 5.                         | "Quién Sabe Un Día"       | Torcuato Mariano Claudio Rabello John Williams | 4:08    |  |
| 6.                         | "Vivir"                   | Neuma Morais Neon Morais                       | 5:00    |  |
| 7.                         | "Hoy Es Día de Alegría"   | Nando Cordel                                   | 4:10    |  |
| 8.                         | "La Vida Es Una Fiesta"   | Michael Sullivan Paulo Massadas                | 4:03    |  |
| 9.                         | "La Tribu del Amor"       | Augusto Cezar Carlos Colla                     | 3:39    |  |
| 10.                        | "La Danza del Coco"       | Cezar Colla                                    | 3:15    |  |
| 11.                        | "Una Equis En Tu Corazón" | Fafy Siqueira Sarah P. Benchimol               | 3:29    |  |
| 12.                        | "America Total"           | Rabello Marcos Valle Max Pierre                | 5:54    |  |
| Duração total:             | Duração total:            | Duração total:                                 | 49:17   |  |

| Xuxa 3 – Edição em CD |                           |                                                |         |  |
| N.º                   | Título                    | Compositor(es)                                 | Duração |  |
| 1.                    | "El Show de Xuxa Comenzó" | Dido Oliveira                                  | 4:15    |  |
| 2.                    | "Nuestro Canto de Paz"    | Dido Oliveira                                  | 4:04    |  |
| 3.                    | "La Pulga"                | Reinaldo Waisman Afo Verde Pablo Durand        | 3:07    |  |
| 4.                    | "Que Cosa Buena"          | Lincoln Olivetti Claudio Olivetti              | 4:14    |  |
| 5.                    | "Quién Sabe Un Día"       | Torcuato Mariano Claudio Rabello John Williams | 4:08    |  |
| 6.                    | "Sensación de Vivir"      | Davis José Luiz Tierno                         | 3:48    |  |
| 7.                    | "Vivir"                   | Neuma Morais Neon Morais                       | 5:00    |  |
| 8.                    | "Hoy Es Día de Alegría"   | Nando Cordel                                   | 4:10    |  |
| 9.                    | "La Vida Es Una Fiesta"   | Michael Sullivan Paulo Massadas                | 4:03    |  |
| 10.                   | "La Tribu del Amor"       | Augusto Cezar Carlos Colla                     | 3:39    |  |
| 11.                   | "La Danza del Coco"       | Cezar Colla                                    | 3:15    |  |
| 12.                   | "Una Equis En Tu Corazón" | Fafy Siqueira Sarah P. Benchimol               | 3:29    |  |
| 13.                   | "Xuxa Park"               | Sullivan Massadas                              | 4:40    |  |
| 14.                   | "America Total"           | Rabello Marcos Valle Max Pierre                | 5:54    |  |
| Duração total:        | Duração total:            | Duração total:                                 | 53:45   |  |

## Créditos
- Direção de voz em espanhol da Xuxa: Graciela Carballo
- Produzido por: Michael Sullivan, Paulo Massadas e Max Pierre
- Maquiagem: Bernie Grundman Mastering
- Engenheiro de Masterização: Chris Bellman
- Regência: Jorginho Correa
- Fotos: Isabel Garcia
- Coordenação Gráfica: Marciso Pena Carvalho
- Cabelo: Fátima Lisboa
- Coordenação Artística: Max Pierre e Marlene Mattos
- Seleção de repertório: Xuxa, Marlene Mattos, Michael Sullivan e Paulo Massadas
- Engenheiros de Gravação: Jorge Gordo Guimarães, Luis Guilherme D Orey e Luiz Paulo
- Assistentes de Gravação: Marcelo Serôdio, Julio Carneiro, Mauro Moraes, Julinho, Claudinho, Ivan e Billy
- Gravado nos estúdios: Som Livre, Viva Voz, Lincoln Olivetti, Yahoo, Roupa Nova e Caverna II
- Figurinista: Sandra Bandeira
- Músico: Roberto Fernandes
- Gravação de voz do coro adulto: Graciela Carballo[11]

## Histórico de lançamentos
| País           | Data | Formato(s) | Gravadora           | Ref.   |
| -------------- | ---- | ---------- | ------------------- | ------ |
| Argentina      | 1992 | LP K7 CD   | Globo Records / RCA | [ 12 ] |
| Espanha        | 1992 | LP K7 CD   | RCA                 | [ 12 ] |
| Estados Unidos | 1992 | K7 CD      | Globo Records       | [ 12 ] |
| Colômbia       | 1992 | LP K7      | Globo Records       | [ 12 ] |
| Bolívia        | 1992 | LP K7      | BMG                 | [ 12 ] |
| Canadá         | 1992 | CD         | Globo Records / BMG | [ 12 ] |